# Peperomia collocata
Peperomia collocata är en pepparväxtart som beskrevs av William Trelease. Peperomia collocata ingår i släktet peperomior, och familjen pepparväxter. Inga underarter finns listade i Catalogue of Life.